# Jewgienij Jarowienko
Jewgienij Jarowienko, kaz. Евгений Яровенко, ros. Евгений Викторович Яровенко, Jewgienij Wiktorowicz Jarowienko (ur. 17 sierpnia 1963 w Karatau, Kazachska SRR) – kazachski piłkarz pochodzenia ukraińskiego, grający na pozycji obrońcy, reprezentant ZSRR, trener piłkarski. Posiada ukraińskie obywatelstwo.

## Kariera piłkarska

### Kariera klubowa
W 1979 rozpoczął karierę piłkarską w miejscowej drużynie Fosforit Karatau, skąd w 1981 trafił do Chimika Dżambuł. W 1984 zaproszony do stołecznego Kajratu Ałma-Ata, w którym od 1986 pełnił rolę kapitana drużyny. W 1989 przeszedł do Dnipra Dniepropietrowsk, z którym zdobył Puchar ZSRR w 1989. Drugą rundę sezonu 1991 kończył w barwach klubu Rotor Wołgograd. Występował również w takich klubach jak Nywa Tarnopol, FC Kontu, Sariyer Stambuł, Torpedo Wołżski i Krywbas Krzywy Róg. Ostatnim klubem w karierze piłkarza był Metałurh Zaporoże, w którym w 1996 zakończył swoje występy.

### Kariera reprezentacyjna
29 sierpnia 1987 zadebiutował w reprezentacji ZSRR w spotkaniu towarzyskim z Jugosławią wygranym 1:0. Wcześniej 15 kwietnia 1987 zadebiutował w olimpijskiej reprezentacji ZSRR.

## Kariera trenerska
Po zakończeniu kariery piłkarskiej rozpoczął karierę trenerską. Najpierw pomagał trenować takie kluby jak Krywbas Krzywy Róg, Torpedo Zaporoże, Dnipro Dniepropietrowsk, Szachtar-2 Donieck i Szachtar-3 Donieck. Od 2006 zaproszony na stanowisko głównego trenera klubu Jesil-Bogatyr Petropawł. W 2007 również pełnił funkcje selekcjonera młodzieżowej reprezentacji Kazachstanu. 30 listopada 2011 objął stanowisko głównego trenera ukraińskiego klubu Naftowyk-Ukrnafta Ochtyrka. 27 listopada 2013 podał się do dymisji. 9 czerwca 2014 roku stał na czele FK Taraz. W styczniu 2016 opuścił kazachski klub.

## Sukcesy i odznaczenia

### Sukcesy klubowe
- wicemistrz ZSRR: 1989
- zdobywca Pucharu ZSRR: 1989

### Sukcesy reprezentacyjne
- złoty medalista Igrzysk Olimpijskich: 1988

### Sukcesy indywidualne
- wybrany do listy 33 najlepszych piłkarzy ZSRR: Nr 1 (1987)

### Odznaczenia
- tytuł Zasłużonego Mistrza Sportu ZSRR: 1989
- Jubileuszy Order UEFA dla najbardziej wybitnego piłkarza Kazachstanu w ostatnich 50 latach (1954—2003): 2003